# Exechia setosa
Exechia setosa är en tvåvingeart som beskrevs av Loïc Matile 1979. Exechia setosa ingår i släktet Exechia och familjen svampmyggor. Inga underarter finns listade i Catalogue of Life.